# جميلة زيغة
جميلة زيغة (بالإنجليزية: Zigha Djamila، بالفرنسية: Djamila Zigha)، هي قاضية جزائرية وهي أول امرأة يتم تعينها نائباً عاماً لمحكمة بومرداس، في 2014 من قبل الرئيس عبد العزيز بوتفليقة.

## المسيرة القضائية
بدأت مسيرتها القضائية في 1988 بالعمل مع إدارة السجون الجزائرية. من سنة 1992 إلى سنة 1996، كما عملت في محكمة بوفاريك رئيسةً للقسم الاجتماعي والأحوال الشخصية. في 1996، نُقلت إلى محكمة باب الوادي حيث عملت رئيسةً للقسم الجزائي لمدة خمس سنوات.
في 2001، عُيّنت مستشارةً في غرفة الاتهام بمحكمة الجزائر، ثم رُقّيت إلى رئيسة الغرفة في 2004، حيث كانت تشرف على قضاة التحقيق في المحاكم الخمس الخاضعة لمحكمة الجزائر. تشتهر جميلة بالحكم في قضايا مهمة مثل ميناء الجزائر، وفي قضية وفاة رئيس الأمن الوطني السابق، علي تونسي.